# ابوالمعالی علی بن اسد
شمس‌الدین ابوالمعالی امیر علی بن اسد بن حارث، امیر بدخشان در قرن پنجم هجری، یکی امیران اسماعیلی است که نقش بزرگی را در زندگان شیعیان اسماعیلیه بدخشان اجرا کرده است. اوسیاستمدار، فقیه، متکلم و ادیبی بوده که چندین سال امارت مستقل آنجا را بر عهده داشته است و بعد از او جانشینانش سال‌های زیادی در بدخشان حکمرانی کرده‌اند و می‌خواستند الگوی حکومت خلفای فاطمی مصر را در بدخشان عملی کنند. علی ابن اسد با مقاومت در برابر حاکمان سلجوقی قرار گرفت و از سرزمین خویش دفاع کرد.
ابوالمعالی علی بن اسد، شخصیتی مهم اما تا حدودی ناشناخته در تاریخ اسلام است. او امیری اسماعیلی بود که در قرن پنجم هجری قمری (یازدهم میلادی) بر منطقه بدخشان حکومت می‌کرد و نقش حیاتی در حمایت و پناه دادن به ناصرخسرو، شاعر و فیلسوف برجسته ایرانی، ایفا نمود.  اهمیت او در حفظ و توسعه اندیشه اسماعیلی در آسیای مرکزی، به‌ویژه در دوره‌ای پرآشوب از تاریخ، برجسته است.

## زندگی‌نامه
ابوالمعالی علی بن اسد به طور مداوم به عنوان امیر بدخشان معرفی شده است. نام کامل او در برخی منابع به صورت عین‌الدوله علی ابن اسد الحارث نیز آمده است. او به عنوان یک دانشمند برجسته اسماعیلی، سیاستمدار، فقیه، متکلم و نویسنده‌ای توانا توصیف شده است. اگرچه جزئیات خاصی از تبار او در متون موجود به تفصیل ذکر نشده است، اما ارتباط عمیق او با مذهب اسماعیلی یک موضوع تکراری است.
تاریخ‌های شناخته شده و ابهامات تاریخی در مورد زندگی او وجود دارد. ناصرخسرو، شاعر و فیلسوف تأثیرگذار ایرانی، در دوران حکومت ابوالمعالی در بدخشان پناه گرفت و بین سال‌های ۴۴۱ تا ۴۴۵ هجری شمسی (۱۰۵۲ تا ۱۰۵۳ میلادی) به این منطقه رسید. سفارش نگارش اثر فلسفی مهم ناصرخسرو، جامع‌الحکمتین، توسط ابوالمعالی به به سال ۴۶۲ هجری قمری (۱۰۷۰ میلادی) بازمی‌گردد. این تاریخ از اهمیت بالایی برخوردار است، زیرا ابوالمعالی را مستقیماً به یکی از مهم‌ترین آثار فلسفه اسماعیلی مرتبط می‌سازد. یک منبع به او به عنوان حاکم بدخشان در سال ۴۲۲ هجری قمری / ۱۰۳۰ میلادی اشاره می‌کند. اگر این تاریخ دقیق باشد، به معنای یک دوره حکمرانی طولانی برای ابوالمعالی خواهد بود که حداقل چهار دهه به طول انجامیده است.
دوره زندگی وی نشان می‌دهد که او سیاستمداری بوده است که مهارت‌های گوناگونی در زمینه‌های مختلف داشته است و راه بیرون رفت و حل مشکل بحران‌های موجود اجتماعی آن زمان را یافته و عملی کرده و آنچه منطقی بوده در جهت دستیابی آن تلاش کرده است.
امیر ابوالمعالی با ملاحظه بیداد سلجوقیان، امارت مستقل خود را در بدخشان اساس می‌گذارد و بنیانگذار استقلال و نهضت آزادیخواهی آنجا می‌شود. ابوالمعالی علی بن اسد یک امارت مستقل در بدخشان تأسیس و حفظ کرد. این استقلال در چشم‌انداز سیاسی قرن یازدهم میلادی از اهمیت ویژه‌ای برخوردار بود. بدخشان، منطقه‌ای کوهستانی واقع در فلات پامیر ، نقش مهمی در تاریخ سیاسی آسیای مرکزی و افغانستان ایفا کرد، به‌ویژه پس از فتوحات مغول، که در پی آن به یک پادشاهی بزرگ‌تر و خودمختار تبدیل شد. در طول سفرهای ناصرخسرو، شهر مهم خاروغ صراحتاً تحت حکومت مستقل ابوالمعالی قرار داشت.
دوره زندگی امیر علی بن اسد ازجهت‌های گونا گون دوران سرشار از حوادث مهم بود که از جمله آن‌ها بردار کردن حسنک وزیر، دوره تعقیب و پیگرد ابو علی سینا، دوره میل داغ کردن رودکی و دوره راندن فردوسی از دربار غزنه و بالاخره دوره به آتش کشیدن و تاراج منزل ناصر خسرو و قتل‌عام‌های مختلف اسماعیلیان و نسل‌کشی آن‌ها می‌باشد.
سال‌های حکمرانی امیر بدخشان، مصادف بود با سرکوب جمعی اسماعیلیان در غور، غزنه و بعضی شهرهای دیگر و در چنین وضیعتی یگانه جزیره مستقل، بدخشان بود که دیگر شهرستان‌ها به شمول ماوراء النهر، همه زیر مجموعه این جزیره بوده‌اند. مرکز فعالیت‌ها در جنوب، بخش‌های گرم چشمه، دره قلات نواحی چترال، گلگت، کنجوت و هنزا، کشمیر تا تراجمیر بوده و در شرق تا یارکند، خوقند، سرقول و کاشغر را در بر می‌گرفت و در شمال تا نواحی خوارزم، سمرقند و بخارا همه را تحت پوشش داشت و امورات بلخ، غور و غزنه وارسی می‌کرد.
علی بن اسد، مؤسس نهضت آزاد خواهی بدخشان، همتای حسن صباح، یکی از چهره‌های نامدار اسماعیلی است. وی به اثر تلاش داعیان بدخشانی که همکاران امیر بودند، دامنه فعالیت و ترویج افکار اسماعیلیه در میان دو دولت سلجوقی و غزنوی آماده کرد و بیشتر دربار اعلاالدین حسین، سلطان غور، پیرو مذهب اسماعلیه شدند. به گفته عباس پرویز، در کتاب تاریخ دیالمه و غزنویان، سلطان غور را نیز به مذهب خود درآوردند.
همان بود که در جریان سال‌های ۴۴۱–۴۴۵ شمسی (۱۰۵۲–۱۰۵۳م)، ناصر خسرو که به عنوان (حجت جزیره خراسان) در بخش امور مذهبی و روحانی مقرر شده بود، از راه دور به پایتخت جزیره خراسان (بدخشان) می‌رسد. مورد استقبال گرم امیر بدخشان قرار گرفته و حامی ناصرخسرو می‌شود و زمینه معیشت و کارهای تبلیغی و دعوت او را فراهم می‌کنند.

## رابطه با ناصرخسرو

مقبره ناصر خسرو در دره یمگان بدخشان، افغانستان

برخی معتقدند که ۲۰ تا ۲۵ سال پایانی عمر ناصرخسرو در یمگان بدخشان سپری شد و برخی دیگر این زمان را ۱۵ سال ذکر کردند؛ چرا که پس از ۱۵ سال که در تبعیدگاه یمگان گذشت، ناصرخسرو در آغاز قصیده‌ای از روزگار غربت خود چنین می‌گوید:
"پانزده سال برآمد که به یمگانم. چون و از بهر چه؟ زیرا که به زندانم به دو بندم من ازیرا که مر این جان را عقل بسته است و به تن بستهٔ دیوانم چه عجب گر ندهد دیو مرا گردن؟ سروریش چه کنم؟ من نه سلیمانم مر مرا آن‌ها دادند که سلمان را نیستم همچو سلیمان که چو سلمانم همچو خورشید منور سخنم پیدا است گر به فرسوده تن از چشم تو پنهانم کان علم و خردو حکمت یمگان است تا من مرد خردمند به یمگانم مر مرا گوئی: چون هیچ برون نائی؟ چه نکوهیم گر از دیو گریزانم؟ تازه رویم به مثل لالهٔ نعمان بود کاه پوسیده شد آن لالهٔ نعمانم"
حکیم ناصر خسرو در بدخشان با شخصیت‌های مشهور و مبلغان نامدار اسماعیلیه آن سرزمین که یاران راستین امیر بودند، چهره‌هایی چون ملک جهانشاه، خواجه بشیر، سید سهراب، بابا حیدری، سید محمد مدنی، خواجه سلمان، احمد دیوانه، حمید الدین ضریری و شاه سید محمد محدث آشنا می‌شود و برای عملی کردن طرح‌های خود با آنها تدابیر اتخاد کرده و دستورهای لازم می‌دهد. 

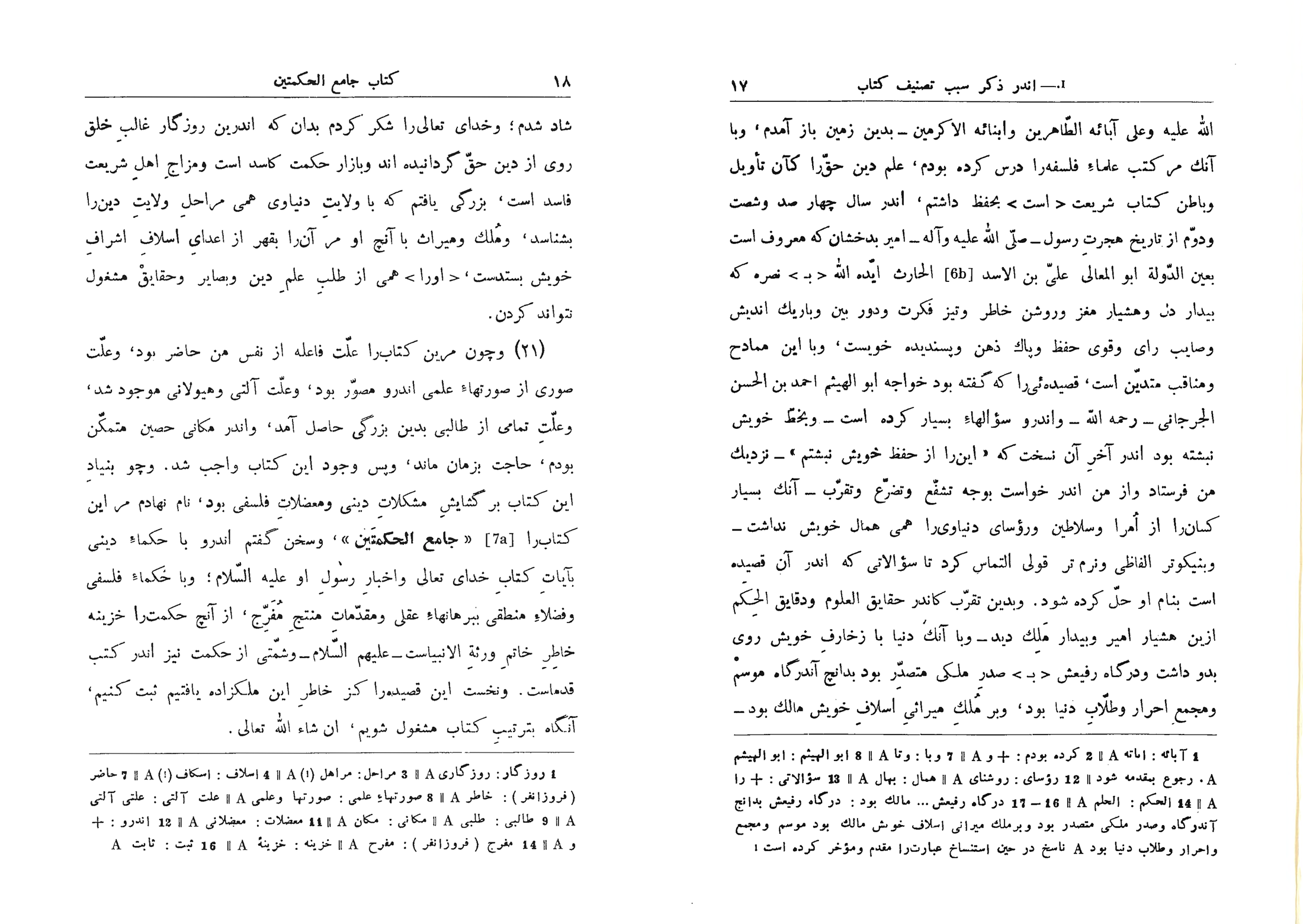
بخشی از کتاب "جامع الحکمتین" در مورد دلیل تصنیف این کتاب از زبان خود ناصرخسرو

یکی از جنبه‌های تعیین‌کننده رابطه آنها، درخواست مستقیم ابوالمعالی علی بن اسد از ناصرخسرو برای نگارش اثر فلسفی مشهورش، جامع‌الحکمتین (تلفیق دو حکمت) بود. این رساله فلسفی مهم در سال ۴۶۲ هجری قمری / ۱۰۷۰ میلادی در یمگان بدخشان نوشته شد. این کتاب به عنوان تفسیری جامع بر قصیده‌ای از ابوالهیثم احمد بن حسن جرجانی، که حاوی پرسش‌های فلسفی و الهیاتی پیچیده بسیاری بود، نگاشته شد. ناصرخسرو متعاقباً این اثر گرانبها را به امیر بدخشان تقدیم کرد. کتاب جامع الحکمتین پاسخ‌هایی است به پرسش‌های کلامی در مجموعه شعرهای ابو الهیثم جرجانی، شاعر اسماعیلی که در قرن چهارم سروده شده است. ناصرخسرو در این اثر خویش، موضوعات بسیاری را از جمله دلایل اثبات صانع، توحید، کمال خداوند، جنس و نوع، تفاوت میان مدرک و ادراک، نسبت میان جسم، نفس و عقل، معنای "من"، تأثیر اجرام فلکی بر نفس و جسد انسان و انواع ابدیت را مورد بحث قرار داده و کتابش را به امیر بدخشان اهدا کرده است.
ناصرخسرو که در بلخ، زادگاهش با مقاومت علمای طرفدار حاکمان سلجوقی مواجه می‌شود، دار و ندار زندگی اش تاراج گردیده و خانه اش به آتش کشیده می‌شود. اما در قلمرو امارت بدخشان که همفکران او در حاکمیت قرار دارند، از هر لحاظ آسوده‌خاطر است، او در قصیده زییای مردم بدخشان را فرشتگان و مسولان آن جا را مؤمن می‌خواند:
دانی که چون شدم چون ز دیوان گریختم
ناگـــــاه با فرشـــــتـــگــــــان آشــــنــــا شــــدم
بر جــــان من چو نور امــــام زمـــان بتـــافت
لیل الســــرار بودم و شمــس الضحا شدم
از بهـــــر دین ز خـانــــــه برانـدنـد مر، مــــــرا
تا با رســــــول حق به هجــــرت ســـوا شدم
شـکـر آن خدای را که به یمگـان ز فضل او
بر جـــان و مـــال شیعت، فرمانـــــروا شـدم
تا میـــــر مؤمنــــان جهــــان مرحبـام گفــــت
نزدیـــک مـؤمـنـان ز در مــــــرحبــــا شــــــدم
ناصرخسرو که در بدخشان مورد عزت و احترام مردم قرار گرفته بود، مورد عنایت امیر بدخشان نیز قرار داشت، در یکی از آثار خود در این خصوص می‌نویسد:
"امیر بدخشان که معروفست به عین الدوله ابوالمعالی علی بن اسد الحارث ایده الله بنصره که بیدار دل و هوشیار مغز و روشن خاطر و تیز فکرت و دوربین و باریک اندیش و صائب الرأی و قوی حفظ و پاک ذهن و پسنده خوی است، آن که دنیا به زخارف خویش روی بدو داشت و درگاه رفعیش به صدر ملک ملکی مقرر و بر ملک میراثی اسلاف خود مالک بود." 
همچنین در صفحه ۱۸ از همین اثر این گونه می‌خوانیم:
"بزرگی یافتم که با ولایت دنیاوی همی مراحل ولایت دین را بشناسد، و ملک و میراث با آنچ او مر او آنرا به قهر از اعدای اسلاف اشراف خویش بستدست، او را همی از طلب علم ئین و بصایر و حقایق مشغول نتواند کردن."
ناصرخسرو در صفحه ۳۱۴ کتاب مذکور، از وی توأم با دعای خیر به نیکی یاد می‌کند، که با هم می‌خوانیم:
"خدای تعالی ولایت دینی و دنیاوی او را به سلامت عاجل و سعادت آجل پیونداد و توفیقش بر احیای علم و حکمت و اثبات حق و حقیقت و اعزاز جد و بصیرت بیفزایاد؛ که من به عمر دراز خویش اندر فراخ زمین خدای سبحانه جز او کسی ندیدم که با اقبال دنیا بوی، آنکس طلب ذخایر علمی و دفاین دینی و خزاین صدقی کند."